# 杨小菁
杨小菁（1977年3月—），女，江苏无锡人，中华人民共和国政治人物。华东政法大学法学本科，在职法学硕士。曾任上海市青浦区区长、许昌市人民政府市长。现任中共许昌市委书记。

## 生平
1996年11月加入中国共产党，1999年7月进入上海市静安区人民检察院工作。
2009年6月，参加上海市委组织部选人用人改革选拔，从正科级提任副处级实职领导岗位。历任上海市委组织部新闻和网络宣传处处长，研究室（政策法规处）主任（处长）。
2016年9月，升任上海市委组织部部务委员。后兼任组织一处处长。
2019年3月，任青浦区委副书记。2021年9月，任青浦区代理区长、副区长，成为当时上海最年轻的区政府主官。2022年1月，青浦区第六届人民代表大会第一次会议选举杨小菁为青浦区区长。
2024年10月，跨省调任许昌市委副书记、市政府党组书记。同月，经选举为许昌市人民政府市长。2025年2月14日，接替因违纪被查的史根治，出任许昌市委书记，为跨省调职4个月后再次履新。